# Haploclastus
Haploclastus là một chi nhện trong họ Theraphosidae.

## Các loài
Chi này gồm các loài:
- Haploclastus cervinus Simon, 1892
- Haploclastus kayi Gravely, 1915
- Haploclastus nilgirinus Pocock, 1899
- Haploclastus satyanus (Barman, 1978)
- Haploclastus tenebrosus Gravely, 1935
- Haploclastus validus (Pocock, 1899)